# Sinphet Kruaithong
Sinphet Kruaithong est un haltérophile thaïlandais né le 22 août 1995. Il a remporté la médaille de bronze de l'épreuve des moins de 56 kg aux Jeux olympiques d'été de 2016 à Rio de Janeiro.